# Molophilus (Molophilus) pergracillimus
Molophilus (Molophilus) pergracillimus is een tweevleugelige uit de familie steltmuggen (Limoniidae). De soort komt voor in het Neotropisch gebied.